# Poienari, Arad
Poienari este un sat în comuna Hălmagiu din județul Arad, Crișana, România.

## Vezi și
- Biserica de lemn din Poienari

## Imagini

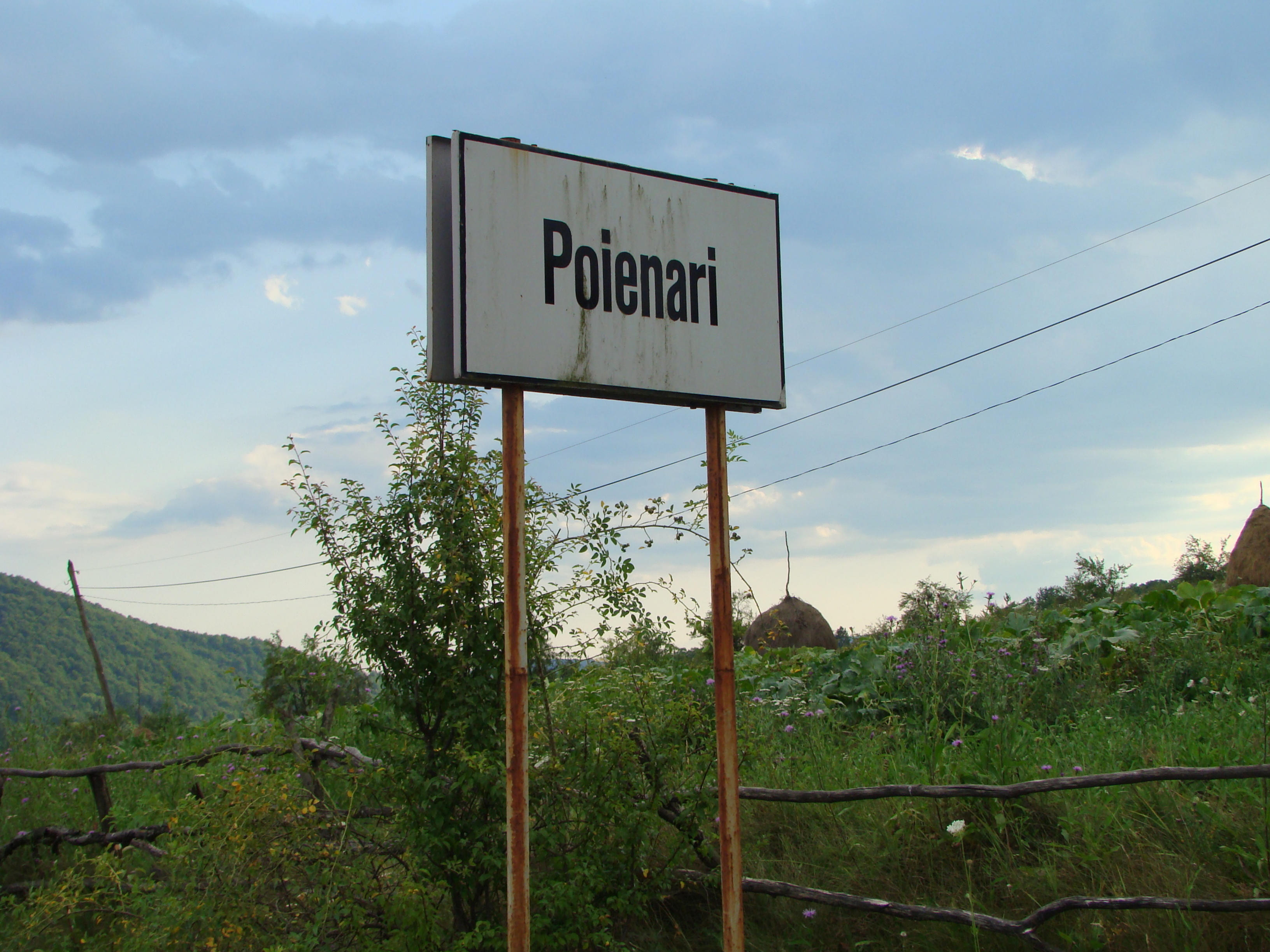
Intrarea în localitate
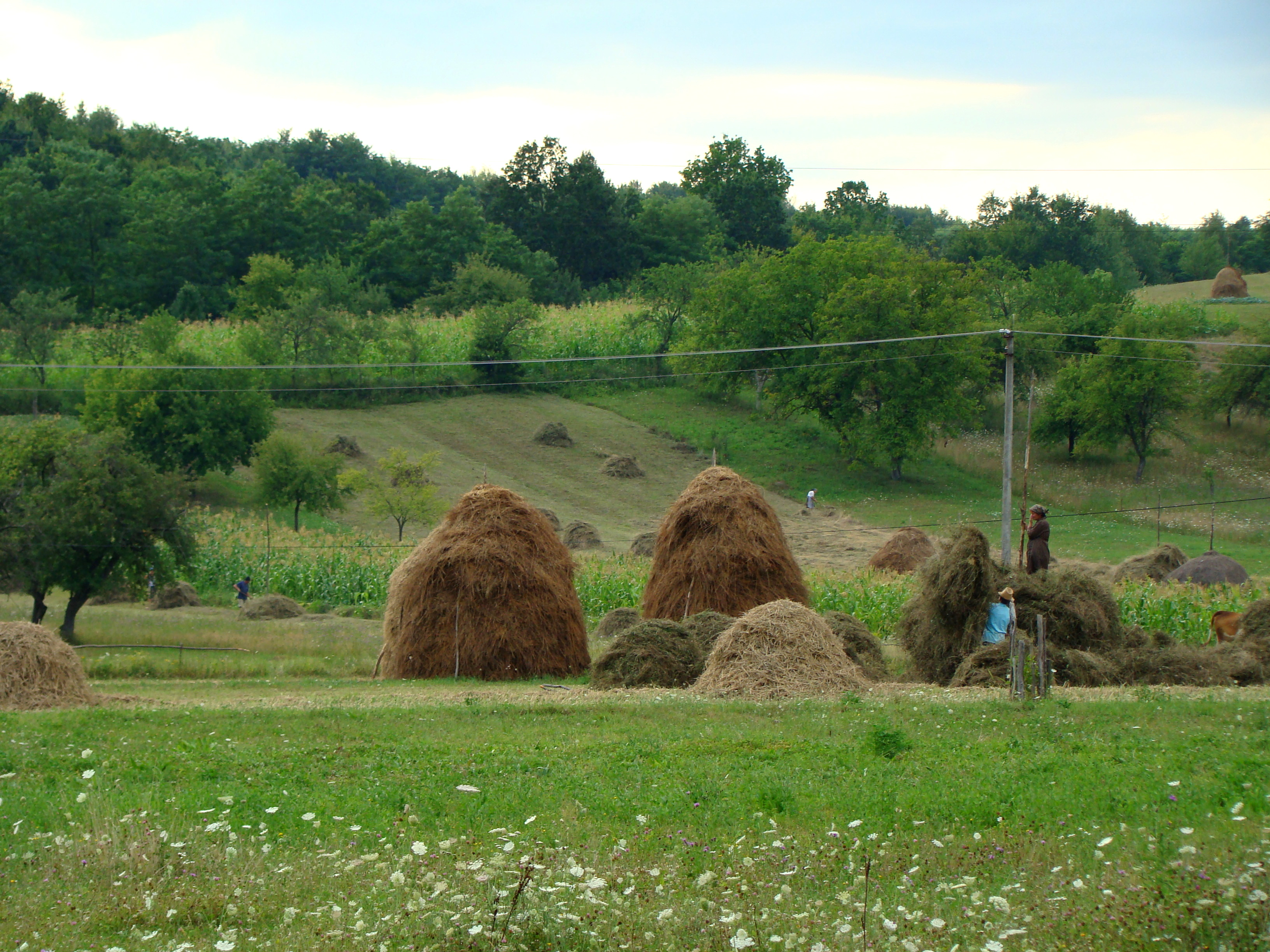
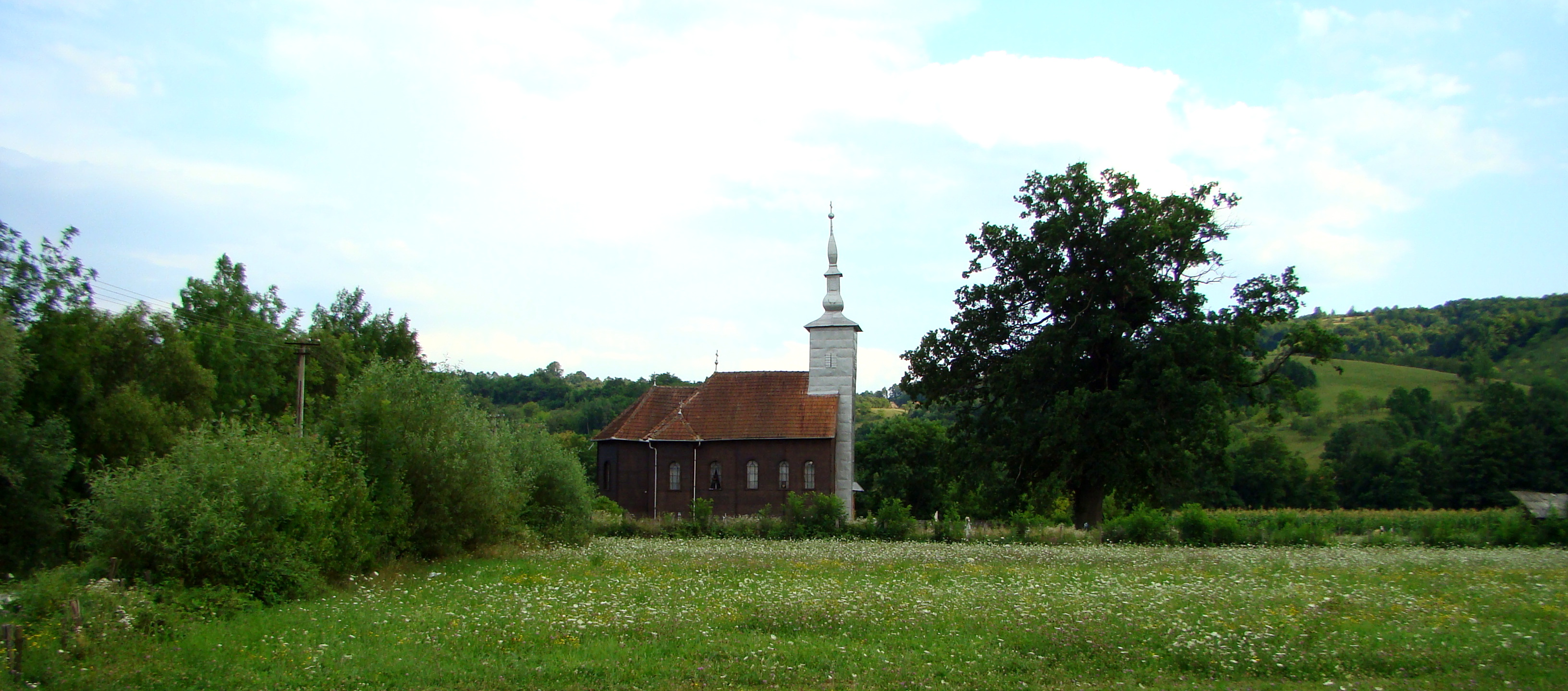
Biserica de lemn din Poienari
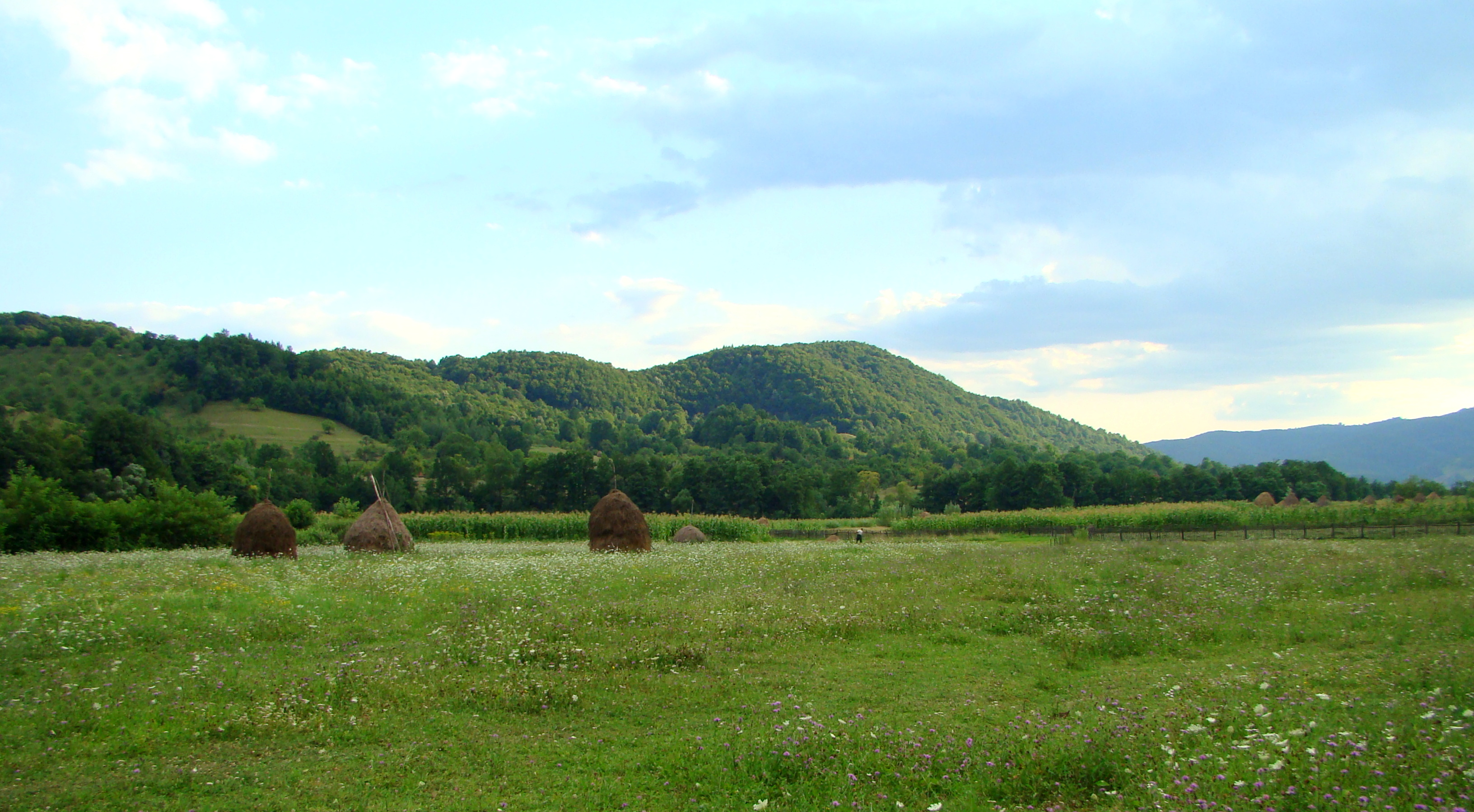
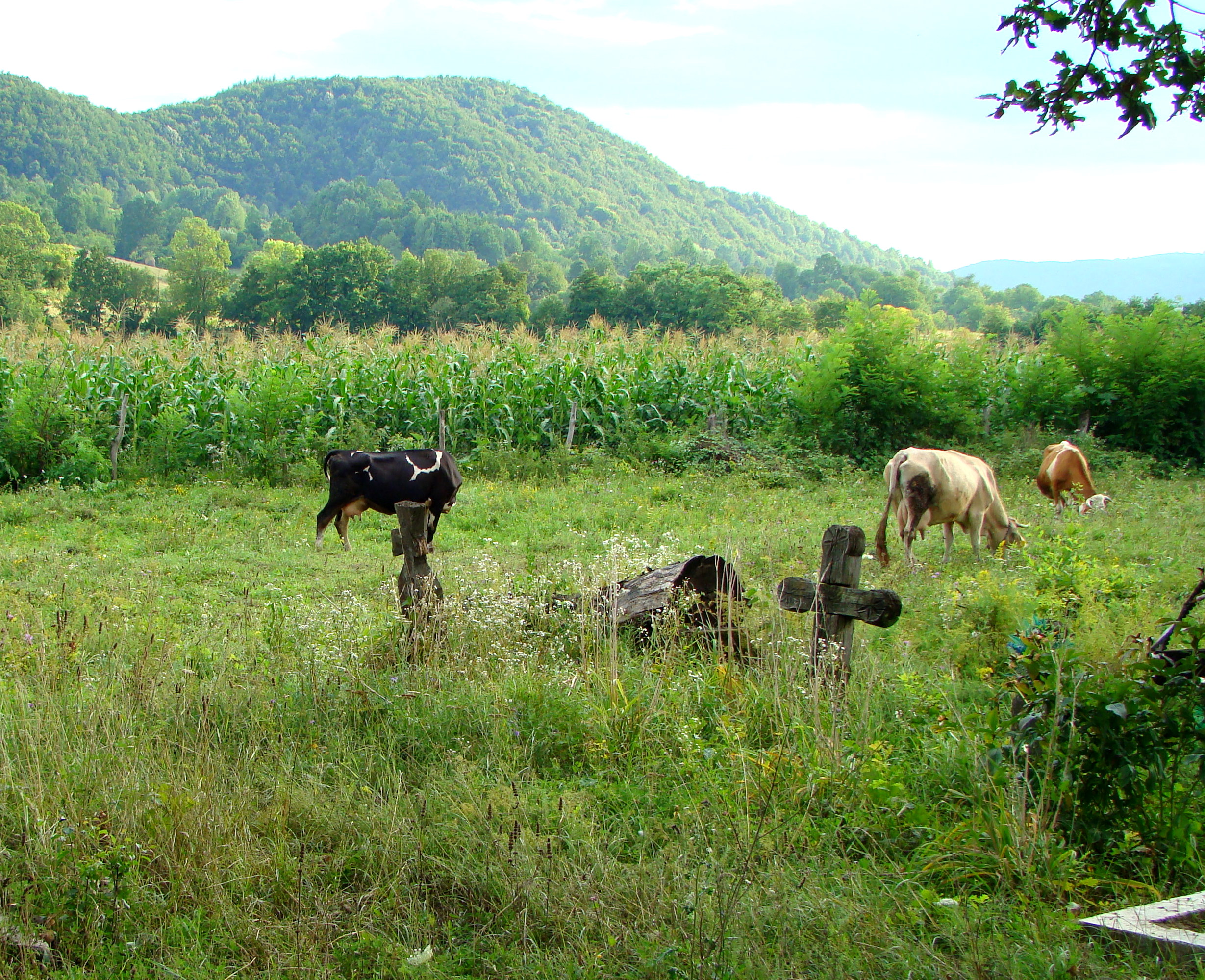
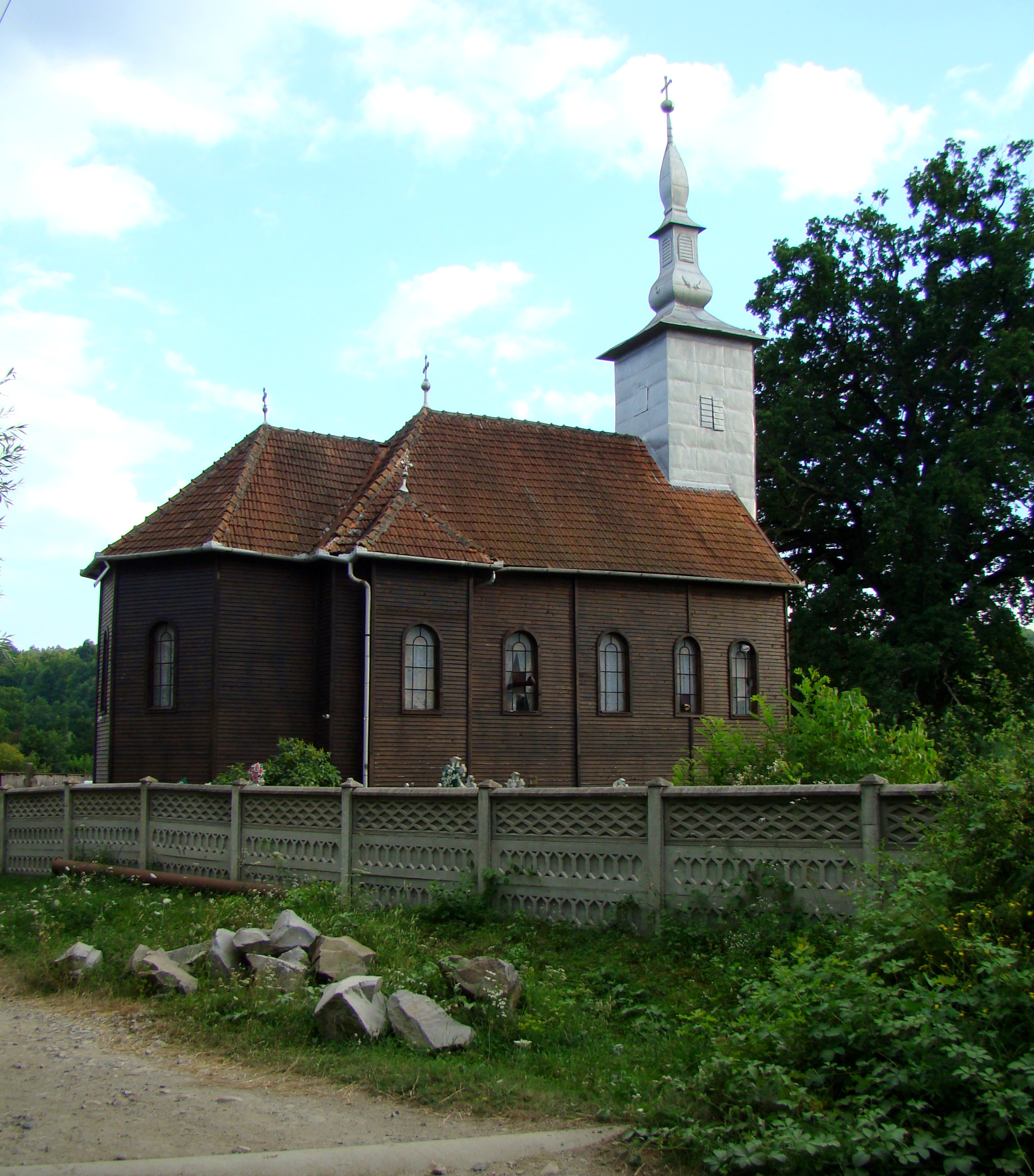
Biserica de lemn din Poienari
Biserica de lemn anterioară ce a fost folosită până în anul 1928 când a început construirea actualului lăcaș de cult
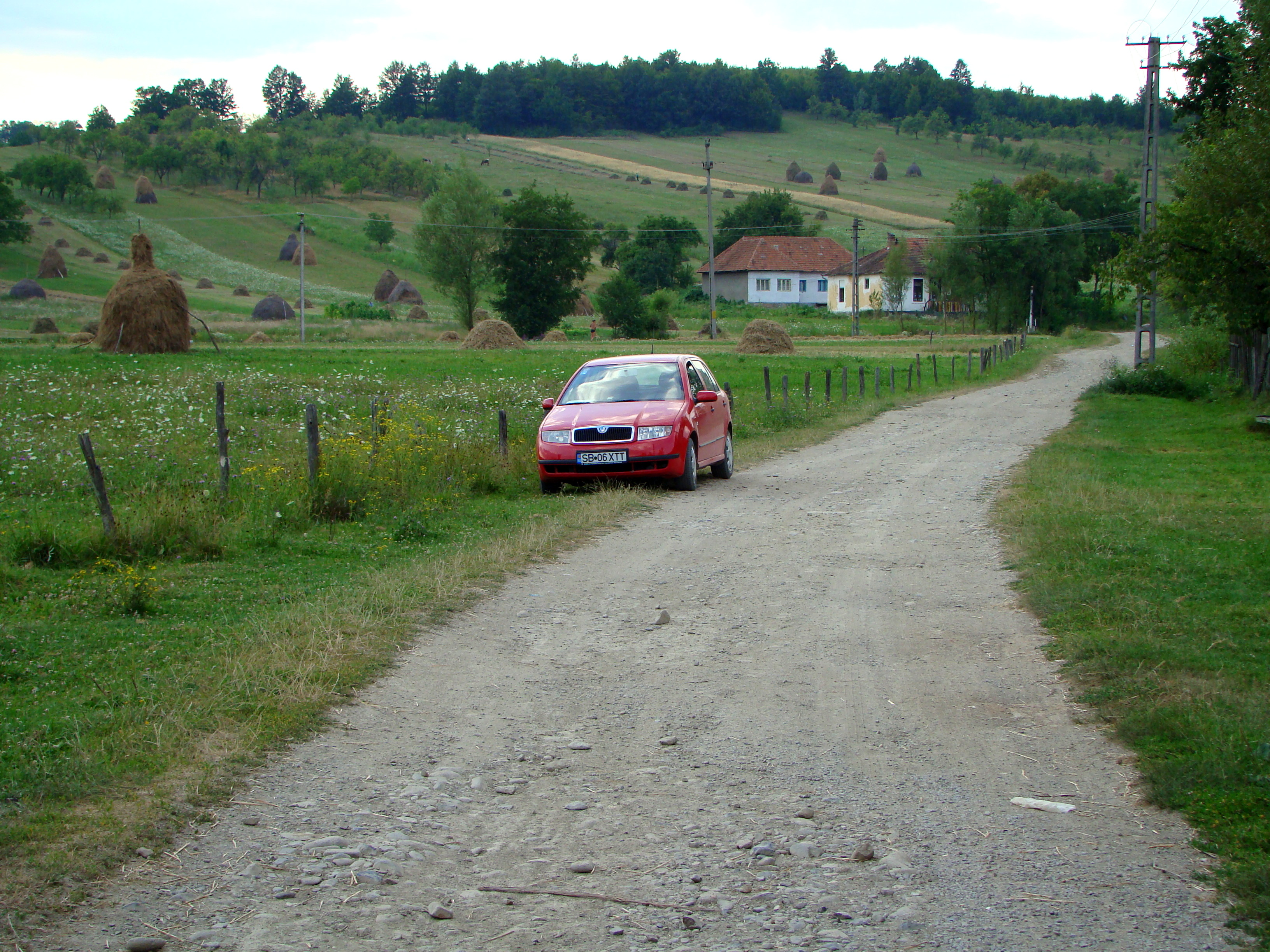